# The Book Beri'ah
The Book Beri'ah, connu aussi sous le titre Masada Book Three, est un coffret de 11 albums de John Zorn qui conclut le projet Masada. Chaque album est joué par un groupe différent. Le coffret, sous étiquette Tzadik, a été mis en vente sur le site PledgeMusic, et non sur le site du label comme les productions habituelles de John Zorn.
Onze albums constituent le coffret :
1. Keter (Sofia Rei & JC Maillard)
2. Chokhma (Cleric)
3. Binah (The Spike Orchestra)
4. Chesed (Julian Lage & Gyan Riley)
5. Gevurah (Abraxas)
6. Tiferet (Klezmerson)
7. Netzach (Gnostic Trio)
8. Hod (Zion80)
9. Yesod (Banquet of the Spirits)
10. Malkhut (Secret Chiefs 3)
11. Da'at (Craig Taborn & Vadim Neselovskyi)